# A Ilha do Desejo
A Ilha do Desejo é um filme brasileiro de 1975, com direção de Jean Garrett.

## Sinopse
O filme conta a história de um boa vida de São Paulo, Gilberto, que recruta moças numa boate para trabalharem na casa de tolerância de Madame Geni, situada numa ilha afastada do litoral. Quando duas moças são mortas misteriosamente, Gilberto quase é preso por Madame Geni e foge para o continente, onde a polícia inicia as investigações.

## Elenco[2]
- David Cardoso ...Gilberto
- Márcia Real ...Madame Geny
- Zaira Bueno ...Rose
- Helena Ramos ...Raquel
- Fátima Antunes ...Sandra
- Zaira Cavalcanti ...Salomé
- Sonia Garcia ...Wilma
- Maribeth Baumgarten ...Gute
- Miro Carvalho ...Beto
- Kazuachi Hemmi ...Japonês
- Carmem Angélica
- Lino Braga
- Alvino Correa
- Adolfo Holzer
- Carlos Jorge
- Wilson Letieri
- Vera Lúcia
- Mário Lúcio
- France Mary
- Cila Monteiro
- Elza Monteiro
- Cavagnole Neto
- Moacir Oliveira
- Lino Perachi
- Rodrigues Primo
- Waldir Siebert
- Luiz Vargas